# 伊吉爾馬河
伊吉爾馬河是俄羅斯的河流，屬於伊利姆河的支流，由伊爾庫茨克州負責管轄，河道全長170公里，流域面積約4,480平方公里，發源自中西伯利亞高原，河水主要來自融雪和雨水。